# Пінчук Микола Федорович
Микола Федорович Пінчук (нар. 19 грудня 1942, Київ) — український радянський футболіст, нападник.

## Біографія
Вихованець дитячо-юнацької спортивної школи «Динамо» (перший тренер — Микола Фоміних). У тій же групі займалися Валерій Кравчук і Вадим Соснихін. Учасник багатьох всесоюзних і молодіжних тірнірів на юнацькому і молодіжному рівнях.
З 17 років виступав за команду дублерів. 19 серпня 1959 року провів перший офіційний матч за основний склад. У Томську, «динамівські» резервісти поступилися місцевій команді другого дивізіону «Сибелектромотор» у розіграші кубка СРСР. 1961 року був запрошений до головної команди, але за два сезони так і не став гравцем основного складу: вісім ігор у чемпіонаті і дві — у кубку. Єдиний м'яч забив у матчі проти ленінградського ростовського СКА, з передачі Віктора Каневського.
Перед початком сезону-64 прийняв пропозицію Анатолія Зубрицького і перейшов до дніпропетровського «Дніпра». Того року брав участь у всіх офіційних матчах команди. Протягом семи років був одним з лідерів колективу і кумиром місцевих вболівальників. Під час виступів у цьому клубі були і прикрі моменти, сезон-68 пропустив повністю через перелом правої ноги і операцію на меніску. При Зубрицькому «дніпряни» були міцними середняками другої групи класу «А». Ситуація змінилася у 1967 році, коли клуб очолив Леонід Родос: «Дніпро» почав поступово набирати оберти і став одним з лідерів другого дивізіону. Вже під керівництвом Валерія Лобановського команда двічі поспіль зупинялася за крок до здобуття путівки в еліту радянського футболу.
Водночас Лобановський проводив омолодження складу і в 1971 Микола Пінчук вже грав за житомирський «Автомобіліст». Протягом чотирьох років був організатором атакувальних дій і капітаном команди.

## Досягнення
- Володар кубка УРСР: 1972
- Фіналіст кубка УРСР: 1974
- Віце-чемпіон другого дивізіону: 1969
- Третій призер другого дивізіону: 1970
- Віце-чемпіон чемпіонату УРСР: 1973
- Третій призер чемпіонату УРСР: 1971
- Чемпіон СРСР серед дублерів:1963.

## Статистика
| Сезон             | Команда           | Чемпіонат         | Чемпіонат | Чемпіонат | Кубок | Кубок |
| Сезон             | Команда           | Ліга              | Ігри      | Голи      | Ігри  | Голи  |
| ----------------- | ----------------- | ----------------- | --------- | --------- | ----- | ----- |
| 1959              | «Динамо» (Київ)   | Д-1               | —         | —         | 1     | 0     |
| 1961              | «Динамо» (Київ)   | Д-1               | —         | —         | 1     | 0     |
| 1962              | «Динамо» (Київ)   | Д-1               | 2         | 0         | —     | —     |
| 1963              | «Динамо» (Київ)   | Д-1               | 6         | 1         | —     | —     |
| Усього в Д-1      | Усього в Д-1      | Усього в Д-1      | 8         | 1         | 2     | 0     |
| 1964              | «Дніпро»          | Д-2               | 36        | 8         | 1     | 0     |
| 1965              | «Дніпро»          | Д-2               | 35        | 7         | —     | —     |
| 1966              | «Дніпро»          | Д-2               | 25        | 2         | 1     | 0     |
| 1967              | «Дніпро»          | Д-2               | 34        | 5         | —     | —     |
| 1969              | «Дніпро»          | Д-2               | 28        | 6         | —     | —     |
| 1970              | «Дніпро»          | Д-2               | 29        | 6         | —     | —     |
| Усього в Д-2      | Усього в Д-2      | Усього в Д-2      | 187       | 34        | 2     | 0     |
| 1971              | «Автомобіліст»    | Д-3               | 38        | 0         | —     | —     |
| 1972              | «Автомобіліст»    | Д-3               | 43        | 5         | —     | —     |
| 1973              | «Автомобіліст»    | Д-3               | 36        | 7         | —     | —     |
| 1974              | «Автомобіліст»    | Д-3               | 32        | 6         | —     | —     |
| Усього в Д-3      | Усього в Д-3      | Усього в Д-3      | 149       | 18        | 0     | 0     |
| Усього за кар'єру | Усього за кар'єру | Усього за кар'єру | 344       | 53        | 4     | 0     |